# Ocotea
Ocotea Aubl. è un genere di piante della famiglia delle Lauracee.

## Descrizione
Il genere comprende arbusti o alberi, alcuni di considerevole altezza, dotati di foglie coriacee, comunemente di colore verde brillante, che producono oli aromatici.
I fiori possono essere sia unisessuali, come nella maggior parte delle specie del Nuovo Mondo, che ermafroditi, come nelle specie africane.
I frutti sono delle bacche globose o oblunghe, dotate di una piccola cupola.

## Ecologia
I frutti di molte specie di Ocotea fungono da nutrimento per diversi uccelli frugivori, che svolgono un ruolo importante nella dispersione dei semi, come il campanaro dalle tre caruncole (Procnias tricarunculatus), il quetzal (Pharomachrus mocinno), il pappagallo del Capo (Poicephalus robustus), i tucani, e numerose specie di columbiformi come la colomba di Madera (Columba trocaz), la colomba di Delegorgue (Columba delegorguei), la colomba di Bolle (Columba bollii), il piccione oliva africano (Columba arquatrix).
Alcune specie di Ocotea fungono da pianta nutrice per i bruchi di numerose specie di lepidotteri. Altre specie sono mirmecofile, cioè offrono ospitalità a colonie di formiche, che in cambio difendono la pianta da parassiti e insetti nocivi.

## Distribuzione e habitat
La maggior parte delle specie sono distribuite nelle regioni tropicali e subtropicali delle Americhe, inclusi i Caraibi; alcune specie sono presenti in Africa, in Madagascar e nelle isole Mascarene; una specie (O. foetens) è nativa della Macaronesia (Canarie e Madeira)..
Popolano in prevalenza habitat tropicali montani come la foresta umida di Araucaria, la laurisilva o le zone afromontane, sebbene in Madagascar e in Brasile possano svilupparsi anche a quote più basse.

## Tassonomia
Il genere comprende oltre 500 specie.

### Alcune specie

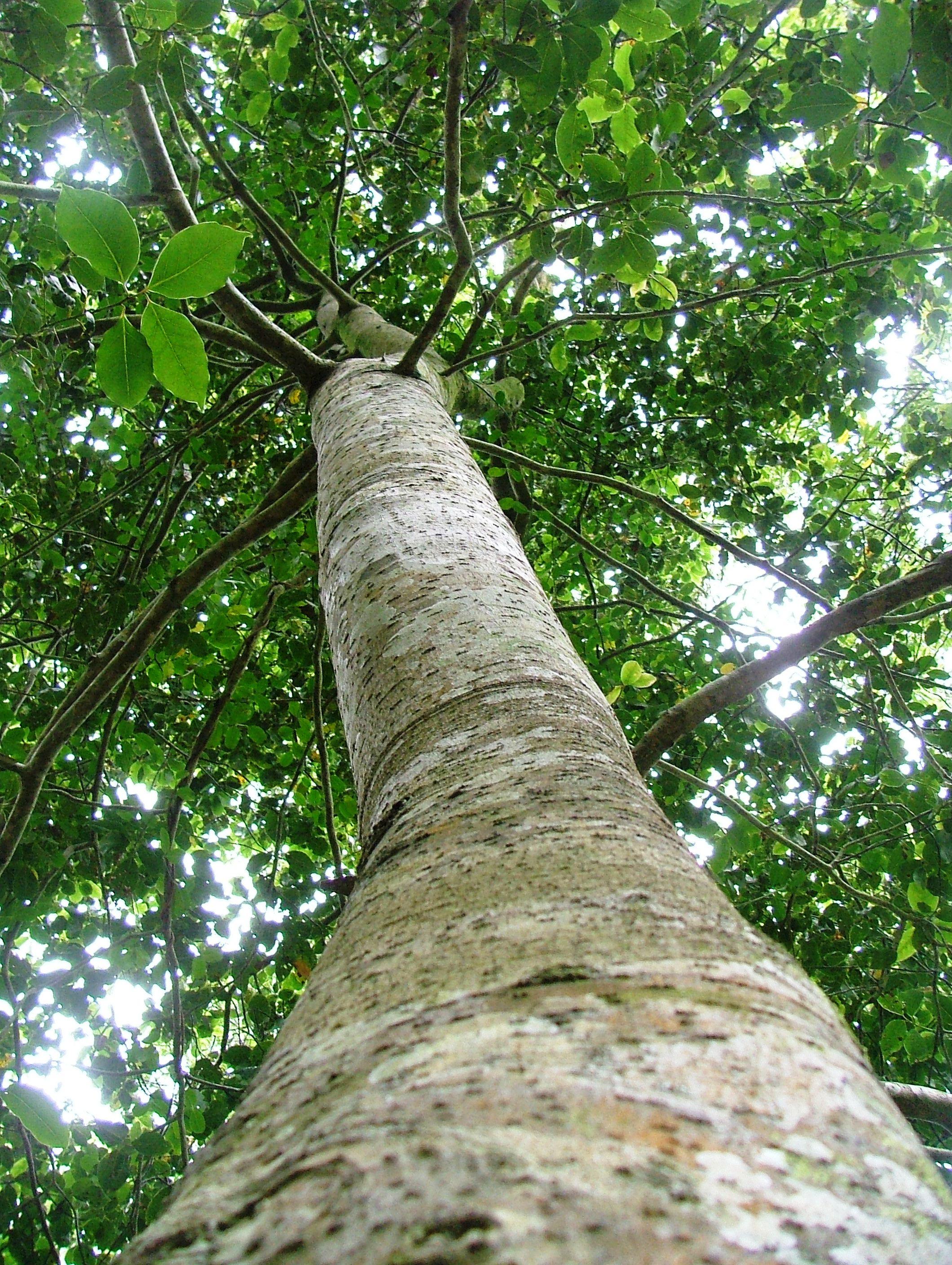
Ocotea bullata
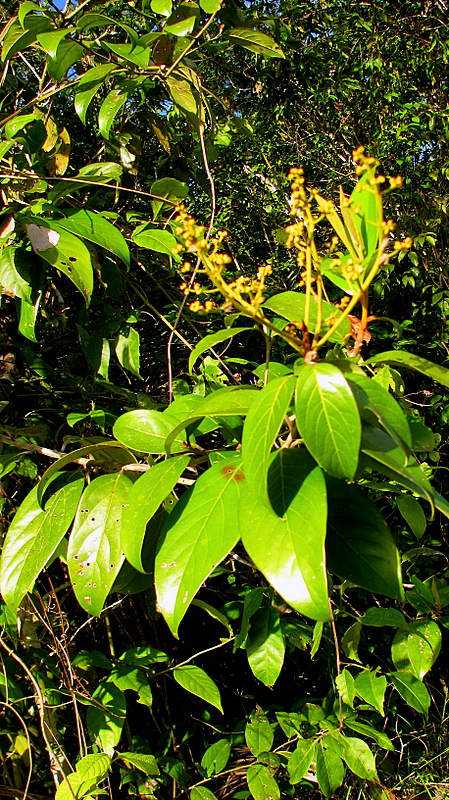
Ocotea canaliculata
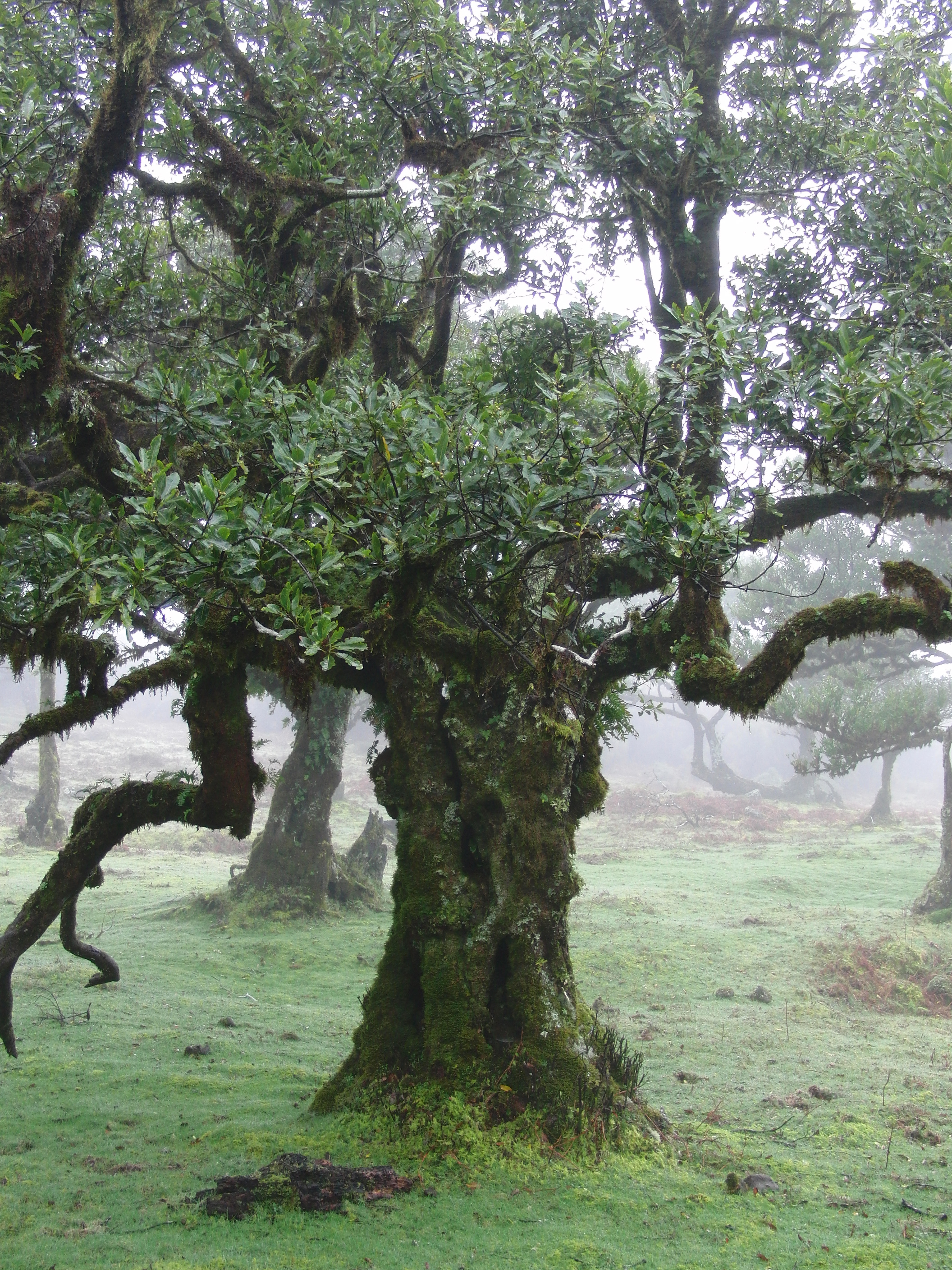
Ocotea foetens
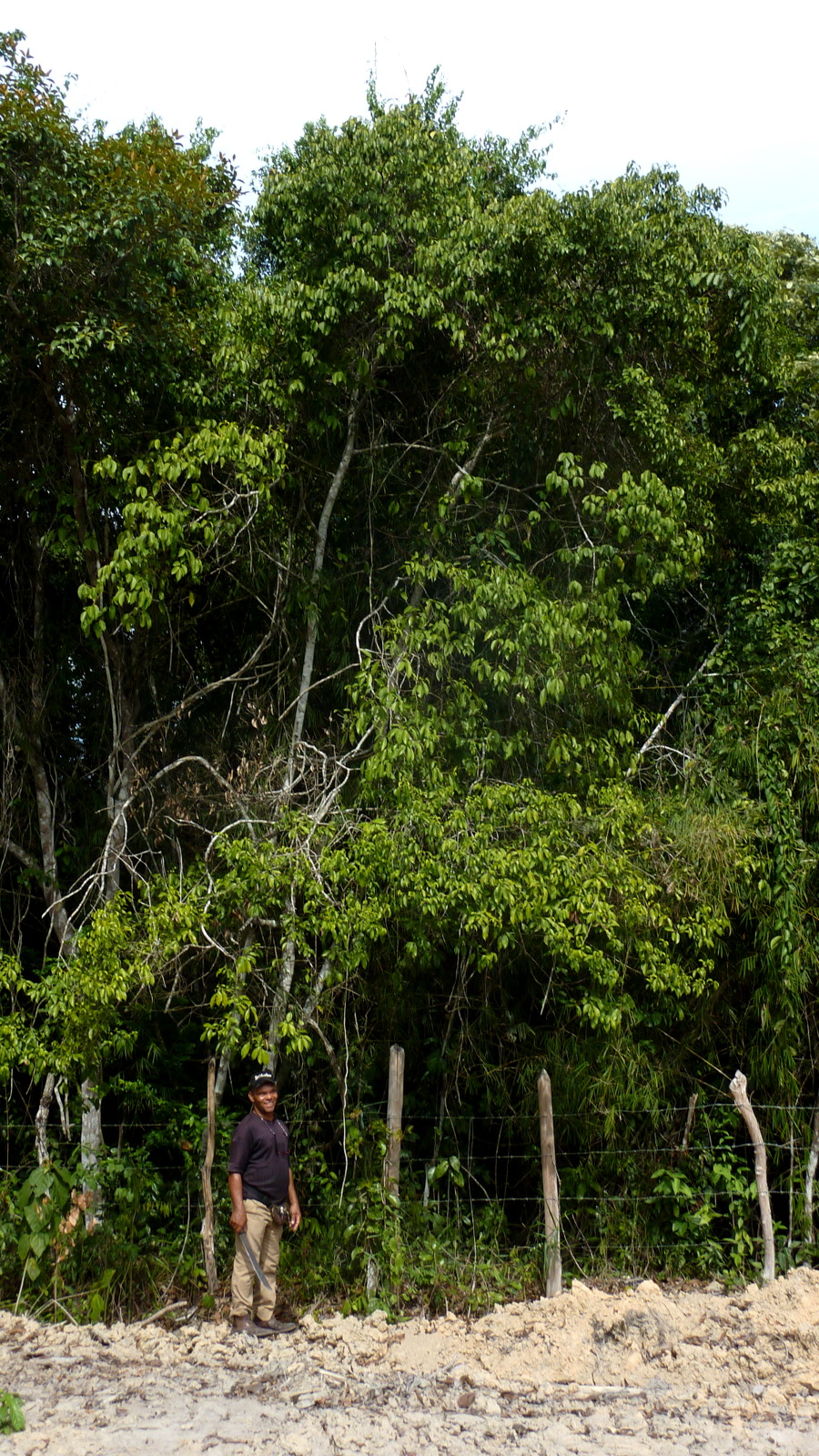
Ocotea nutans
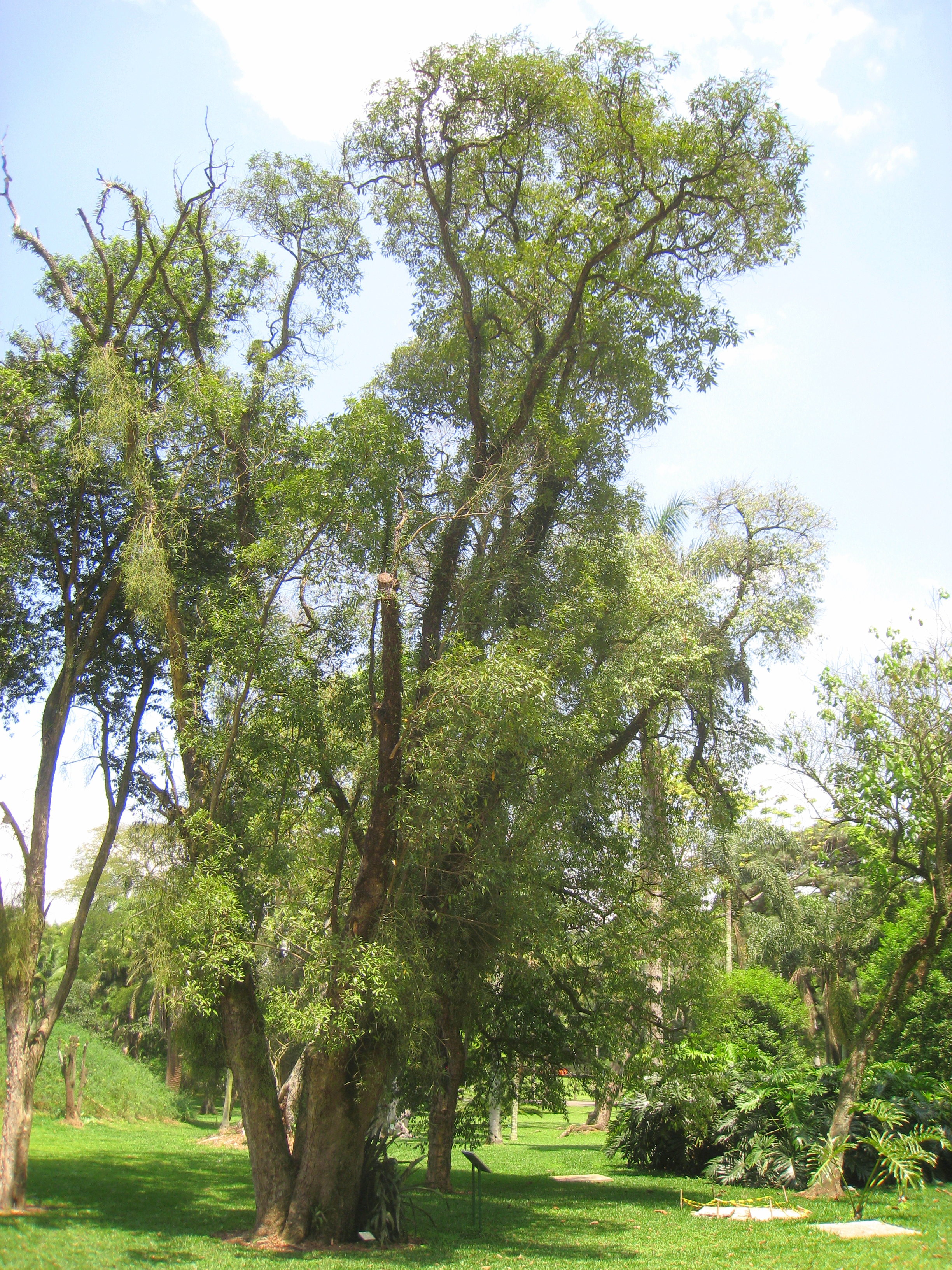
Ocotea porosa